# Timothy Reuter

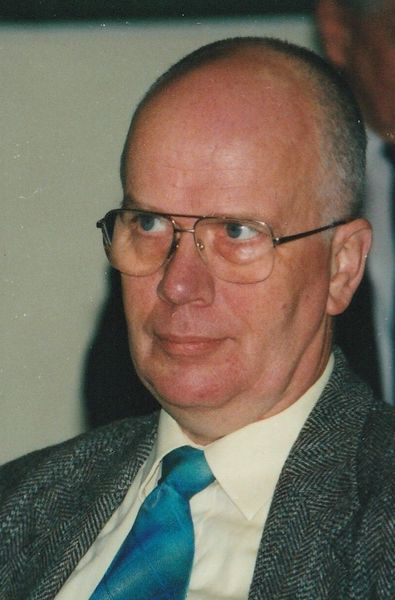
Timothy Reuter (1999)

Timothy Alan Reuter (Manchester, 25 januari 1947 - Southampton, 4 oktober 2002) was een Brits historicus van Duitse afkomst die gespecialiseerd was in de studie van het middeleeuwse Duitsland, met name de sociale, militaire en kerkelijke instituties van de Ottoonse en Salische dynastieën (10e-12e eeuw).

## Leven
Reuter was een kleinzoon van Ernst Reuter, de voormalige sociaaldemocratische burgemeester van West-Berlijn. Hij behaalde zijn PhD in de middeleeuwse geschiedenis aan de universiteit van Oxford onder supervisie van Karl Leyser, een toonaangevende Engelstalige geleerde in de Duitse geschiedenis. Na een periode van rond de tien jaar  college te hebben gegeven aan de universiteit van Exeter werkte Reuter in München meer dan een decennium als Mitarbeiter (wetenschappelijk medewerker) op de Monumenta Germaniae Historica.  
In 1994 werd Reuter benoemd tot hoogleraar aan de universiteit van Southampton. Aan dit instituut bleef hij tot zijn dood in 2002 verbonden. In Southampton gaf hij leiding aan een aantal educatieve en onderzoeksinitiatieven die de studie naar de middeleeuwse geschiedenis bevorderden. In aanvulling op zijn onderzoek, zijn werk op het gebied van computer-geassisteerde tekstbewerkingsmethoden en zijn bijdrage aan de historische academies in het Verenigd Koninkrijk en Duitsland, fungeerde Reuter ook als een belangrijke schakel tussen de werelden van de Anglo-Amerikaanse en Duitse middeleeuwse studies. 
Op het moment van zijn dood aan de gevolgen van een hersentumor was hij bezig met een geschiedenis van het middeleeuwse episcopaat.

## Werk
In zijn periode bij de Monumenta Germaniae Historica werkte hij aan de brieveneditie van de twaalfde-eeuwse abt Wibald van Corvey. In samenwerking met dr. Gabriel Silagi zette hij een belangrijke elektronische database op die als basis diende voor een concordantie over het werk van de middeleeuwse kerkjurist Gratianus.
Tot zijn bijdragen aan de middeleeuwse geschiedenis behoren zijn talrijke boekbesprekingen in Duitse en Britse publicaties, een vertaling van Gerd Tellenbachs monografie over de geschiedenis van de kerk in de Hoge Middeleeuwen (The Church in Western Europe from the tenth to the early twelfth century, Cambridge, 1993) en de postume redactie en publicatie van artikelen van zijn mentor Karl Leyser (Communications and Power in Medieval Europe, 2 delen., Hambledon & London, 1992). 
Zijn Germany in the Early Middle Ages, 800-1056 (Harlow, Essex & New York, 1991) geldt als het Engelstalige standaardoverzichtswerk over de geschiedenis van de Hoge Middeleeuwen in het Heilig Roomse Rijk.
Zijn verzamelde werken zijn postuum gepubliceerd als Medieval Polities and Modern Mentalities (Cambridge, 2006). Challenging the Boundaries of Medieval History. The Legacy of Timothy Reuter, redactie door Patricia Skinner, werd in 2009 gepubliceerd als deel 22 in een reeks van de universiteit van York: Studies in the Early Middle Ages (Brepols, Turnhout, België).

## Externe verbindingen
- Necrologie van Timothy Reuter door collega-mediëvist Janet L. Nelson